# Nedamov
Nedamov (německy Nedam) je vesnice a část města Dubá v okrese Česká Lípa. Nachází se asi 1,5 kilometru východně od Dubé. Nedamov je také název katastrálního území o rozloze 3,53 km². V katastrálním území Nedamov leží i Křenov a Panská Ves.

## Historie
Nedamov zdědil roku 1553 Adam Berka z Dubé. Zmínka o něm je také v soupisu novoberštejnského panství, které v roce 1592 zdědil Jiří Berka z Dubé. Po bitvě na Bílé hoře se Nedamov stal majetkem Albrechta z Valdštejna. Část Nedamova byla součástí panství Nový Berštejn a část patřila k houseckému panství. V březnu 1862 se Nedamov stal spolu s Panskou Vsí a Křenovem samostatnou obcí. Roku 1974 byl Nedamov připojen k Dubé.
V roce 1913 byl postaven vodovod Nedamov – Ždírec, který zásoboval vodou Nedamov, Panskou Ves, Křenov, Týn, Bořejov, Ždírec a Ždírecký důl. Součástí vodovodu byly dva vodojemy, jeden nedaleko Bořejova a druhý na úpatí Kamenného vrchu. Část vodovodu je stále funkční, zásobuje Nedamov, Panskou Ves a Křenov a využívá vodojem u Kamenného vrchu.

## Popis území

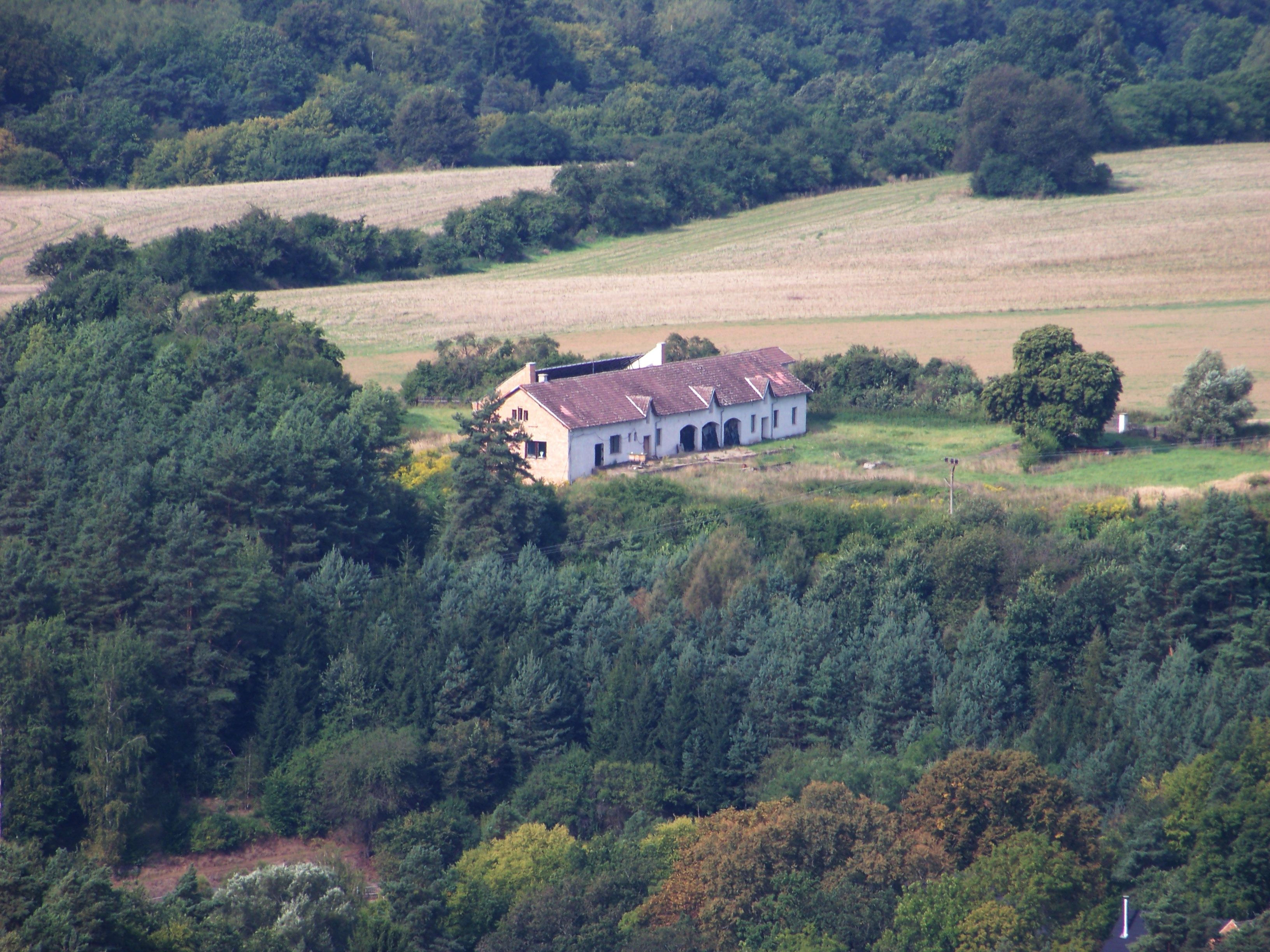
Březinka z Vysokého vrchu

Vesnici tvoří několik částí, které v minulosti měly samostatné názvy. Největší osada s dvanácti domy se jmenovala Hackelgraben, roku 1930 bylo uváděno dokonce 16 domů. Tvořily ji domy ležící v údolí při odbočce na Panskou Ves společně s domy na druhé straně ždírecké silnice u odbočky na Plešivec. Další osady, Rothberg a Vogelgrund, měly v roce 1921 každá sedm domů. Rothberg se nacházel okolo Černého rybníka a odtud se rozkládal směrem k Červenému vrchu. U Černého rybníka se v současnosti nachází Černý mlýn čp. 25 (Schwarzmühle), dům čp. 24 naproti Černému mlýnu se nazýval Schwarzschänke. Návrší nad nedamovskou chatovou osadou neslo jméno Sandberg, nyní je v tomto místě rekreační tábor odborů KOVO. Osada Vogelgrund (Ptačí důl) ležela v údolí silnice vedoucí do Korců. Podél cesty od rozcestí nad Křenovem k silnici do Ždírce bylo rozeseto pět domů, které tvořily malou osadu Hackelberg. Pod samotný Nedamov spadaly pouhé tři domy v blízkosti nedamovské vodárny, samota Březinka, která se rozkládá na návrší naproti Panské Vsi, a jeden dům z lokality zvané Mlýnek (Kleine Mühle).

## Přírodní poměry
Od roku 1991 je zde vyhlášena přírodní památka Kamenný vrch u Křenova. Do jižní části katastrálního území zasahuje část přírodní rezervace Mokřady horní Liběchovky.

## Obyvatelstvo
Při sčítání lidu v roce 1921 ve vsi žilo 164 obyvatel (z toho 81 mužů), z nichž bylo patnáct Čechoslováků a 149 Němců. Kromě jednoho evangelíka se hlásili k římskokatolické církvi. Podle sčítání lidu z roku 1930 měla vesnice 180 obyvatel: šestnáct Čechoslováků, 163 Němců a jednoho cizince. S výjimkou čtyř evangelíků a pěti členů církve československé byli římskými katolíky.
| Rok            | 1869 | 1880 | 1890 | 1900 | 1910 | 1921 | 1930 | 1950 | 1961 | 1970 | 1980 | 1991 | 2001 | 2011 | 2021 |
| -------------- | ---- | ---- | ---- | ---- | ---- | ---- | ---- | ---- | ---- | ---- | ---- | ---- | ---- | ---- | ---- |
| Počet obyvatel | 247  | 258  | 227  | 183  | 170  | 164  | 180  | 78   | 64   | 52   | 20   | 12   | 13   | 38   | 38   |
| Počet domů     | 43   | 43   | 43   | 43   | 38   | 36   | 39   | 36   | 41   | 13   | 8    | 20   | 30   | 40   | 40   |

## Kemp Nedamov
Autokemp Nedamov leží na břehu Černého rybníka 1,5 km východně od Dubé u silnice. Vede kolem něj modře značená turistická cesta.

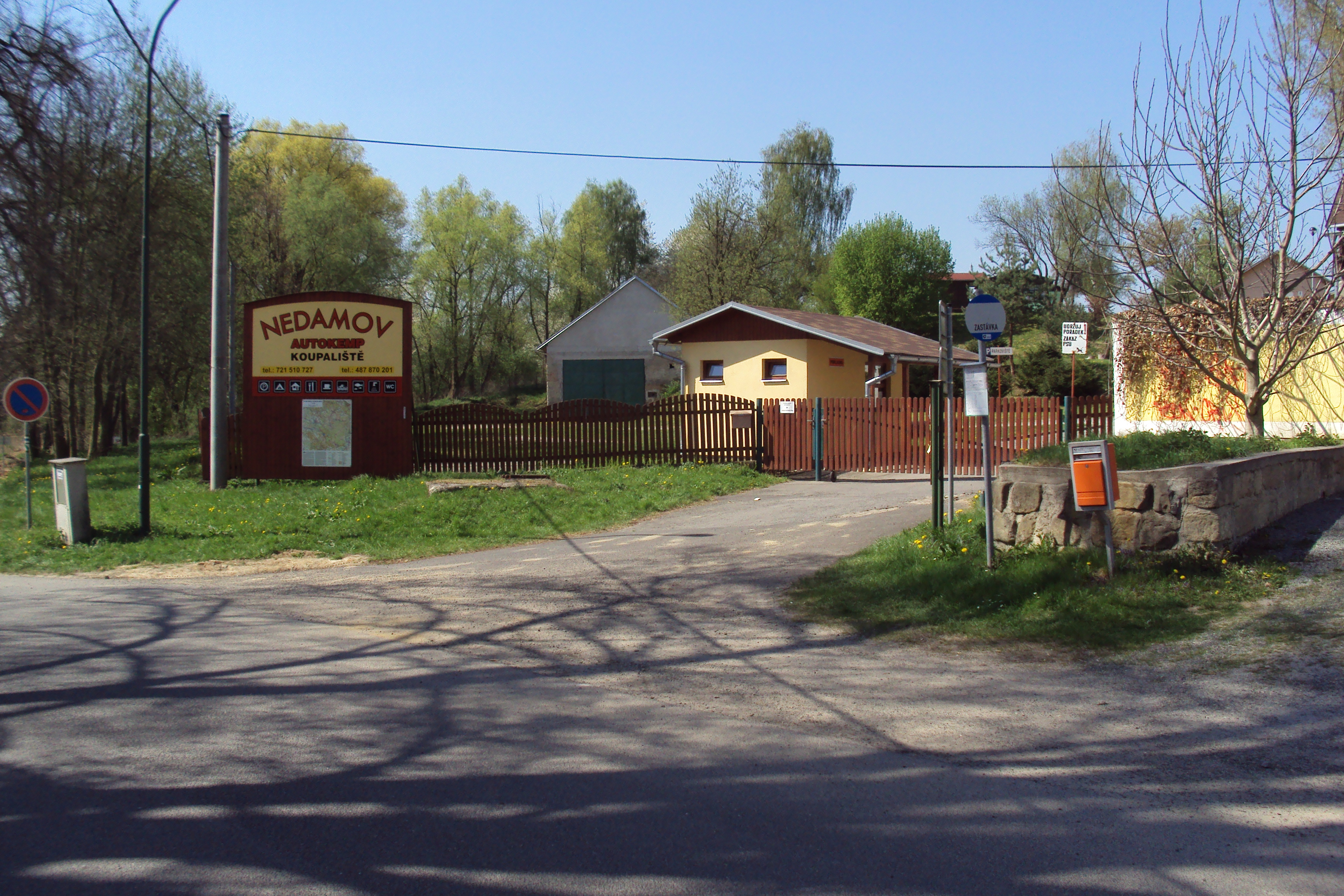
Nedamovský kemp

V roce 1989 byl veden jako Chatová osada a autokemp Nedamov, kategorie B, jehož provozovatelem byl Okresní podnik služeb Česká Lípa, závod Dubá. Reservaci 42 lůžek v chatkách zajišťoval CIS Doksy. V kempu s rozlohou 5000 m² byl prostor pro 25 stanů.
Kemp je nyní[kdy?] v přímé správě města Dubá. Na rybníku je povoleno koupání a rybaření, nabízí písečnou i travnatou pláž. Na počátku roku 2013 město zveřejnilo svůj záměr v kempu nahradit staré chatky novými. Osmnáct chatek od architektonického studia Henkai architekti bylo postaveno v roce 2013 a 2014. Jde o jednoduché dřevostavby se zateplenými obvodovými konstrukcemi a zelenou střechou, postavené ve svahu v jihozápadní části areálu. Chatky na sloupech vyzdviženy nad terén.

## Jazzový festival
V autokempu se každoročně pořádají Mezinárodní jazzové dny Evy Pilarové, která se akce za svého života často účastnila. V srpnu 2023 se konal 31. ročník.